# Женщины в Иордании

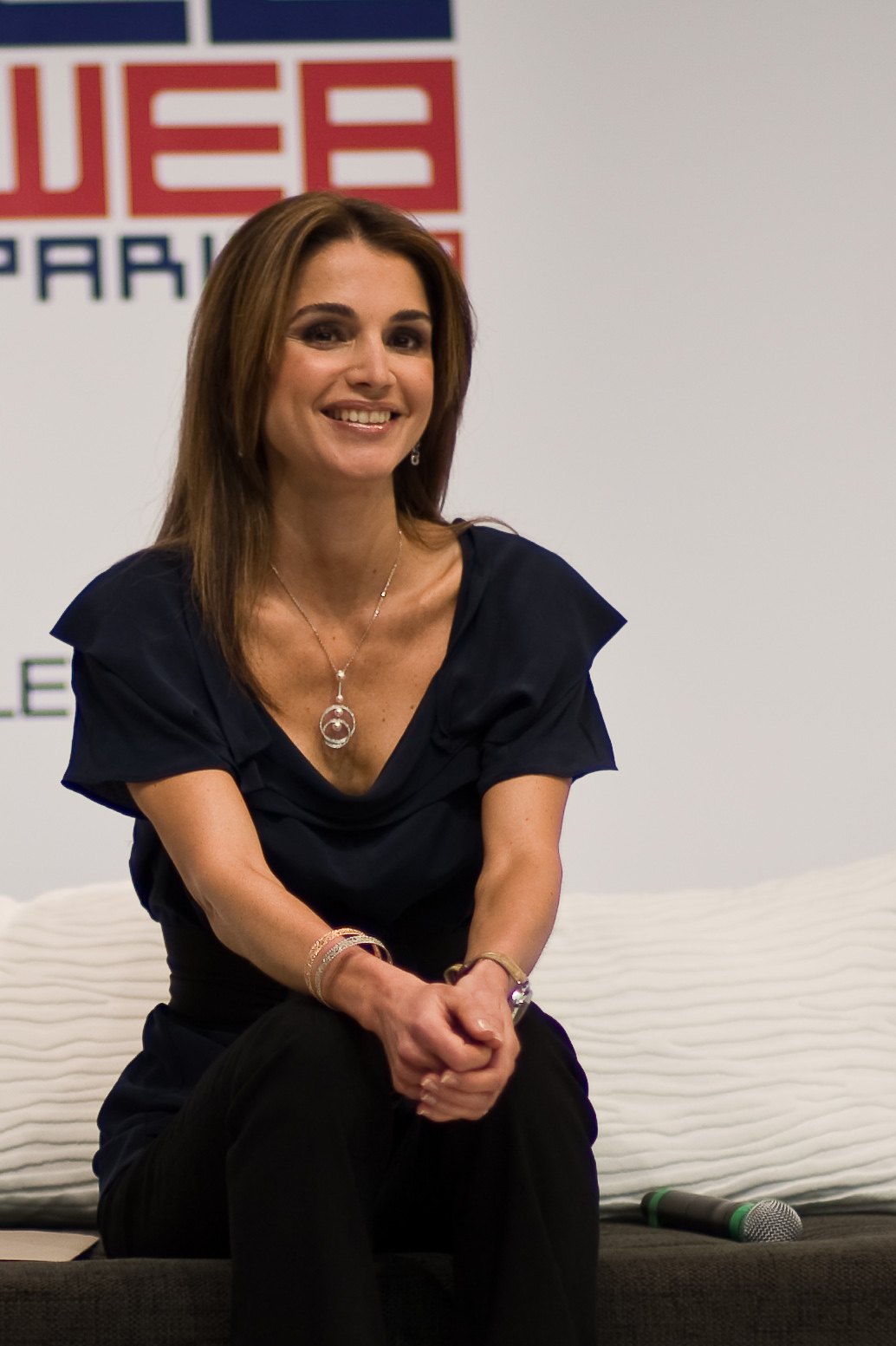
Королева Иордании Рания

 Политический, социальный и экономический статус женщин в Иордании варьировался в зависимости от правовых, традиционных, культурных и религиозных ценностей. Права женщин в Иордании зависят от таких факторов, как класс, место происхождения, религия и другие. Права иорданских женщин также различаются в зависимости от региона: бедуины, друзы и чеченцы имеет свои собственные культурные традиции.
Согласно Глобальному индексу гендерного разрыва Всемирного экономического форума 2020 года, Иордания занимает 138 место из 153 стран с точки зрения гендерного равенства.
Движение за права женщин в Иордании имеет долгую и богатую историю: «Союз иорданских женщин» выступает за образование женщин, политические права и правовые реформы.
Иордания провела правовые реформы, направленные на улучшение прав женщин, хотя в рабочей силе сохраняются значительные препятствия на пути к гендерному равенству.
Насилие в отношении женщин по-прежнему остаётся серьёзной проблемой в Иордании, усилия по решению этой проблемы затруднены отсутствием правовой защиты и культурой безнаказанности преступников.

## Политическое представительство

### Действующая правовая база
Нынешняя действующая система прав женщин в Иордании включает Конституцию Иордании, кодекс гражданского состояния, Закон о личном статусе и международное право, касающееся прав человека. Традиционные и культурные стереотипы женственности также влияют на положение женщин в Иордании. Иорданские женщины получили право голоса в 1974 году, что было довольно поздно для региона, где к 1967 году многие другие мусульманские страны предоставили женщинам избирательное право.
Конституция Иордании 1952 года провозглашает равенство всех иорданцев перед законом. Статья 22 гласит, что каждый иорданец имеет равные возможности быть назначенными на государственную должность.
Поправка 2003 года ввела систему квот в иорданском парламенте, выделение мест для женщин было новым явлением.
Уголовный кодекс смягчает наказание для мужчин, совершающих насильственные действия в отношении женщин в контексте «чести» (см. ниже: «Гендерное насилие»). Первоначальный закон позволял мужчинам самостоятельно применять закон, новая поправка оставила наказание и вынесение приговора на усмотрение судебной системы штата.
В Трудовом и Уголовном кодексах нет положений, защищающих женщин от сексуальных домогательств.
Иордания является членом многих международных организаций, которые гарантируют женщинам основные права человека.

### Представительство на выборных должностях

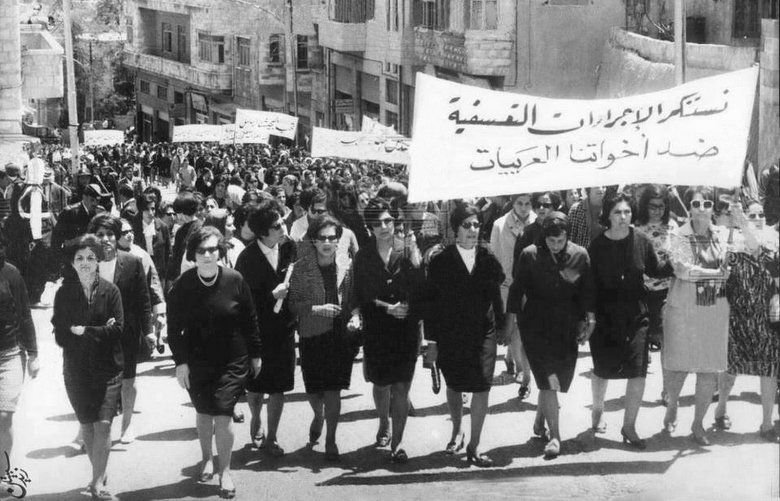
Женщины протестуют в Аммане, 1968 год

Доля женщин в иорданском парламенте за последнее десятилетие выросла, но всё ещё остаётся низкой. Несмотря на закон 1974 года, дающий женщинам право проводить избирательные кампании и занимать государственные посты, немногие иорданские женщины  мотивированы  баллотироваться на политические посты, и ещё меньше избираются и в конечном итоге служат.
В 2016 и 2020 годах глобальная инициатива «Сестричество» в Иордании запустила программу под названием «Взгляд на женщин» для мониторинга активности женских политических кампаний и их восприятия. Король Абдалла II, принял закон, требующий введения квоты на количество женщин в парламенте. 15 из 130 мест в нижней палате парламента резервируются за женщинами. На выборах 2013 года женщины получили 19 мест,  в 2020 году—15 .
Женщины-кандидатки составили 20,5 % из 1674 человек, баллотировавшихся в парламент в 2020 году; в конечном итоге они получили 11,5 % мест.
Видным членом Сената Иордании была доктор Алия Мохаммед Оде Абу Тайе. Королева Иордании Рания использовала свое положение и власть для поддержки прав женщин. Её семья имеет палестинское происхождение (отец из Тулькарма, мать из Наблуса), но она родилась и выросла в Кувейте. У Рании есть степень делового администрирования, полученная в Американском университете в Каире (1991), и до того, как выйти замуж за короля Абдаллу II в январе 1993 года, она работала банкиром. В марте 2008 года она запустила видеоблог в рамках своих усилий по разрушению стереотипов об арабах и развитию диалога с Западом.

### Иорданская национальная комиссия по делам женщин
Иорданская национальная комиссии по делам женщин (JNCW) поддерживает гендерное равенство. Члены комиссии работают над выравниванием социального, политического и экономического статуса женщин в Иордании путём предложения и продвижения соответствующих законов.
В 1996 году иорданский кабинет сделал JNCW официальным правительственным «ориентиром» по всем вопросам, касающимся женщин, подчинив комиссию непосредственно премьер-министру.
JNCW ответственна в значительной степени за разработку национальной политики в отношении прав женщин и экономического развития.
Принцесса Басма — президент комиссии, генеральный секретарь Маха Али.

## Социальное представительство

### Образование

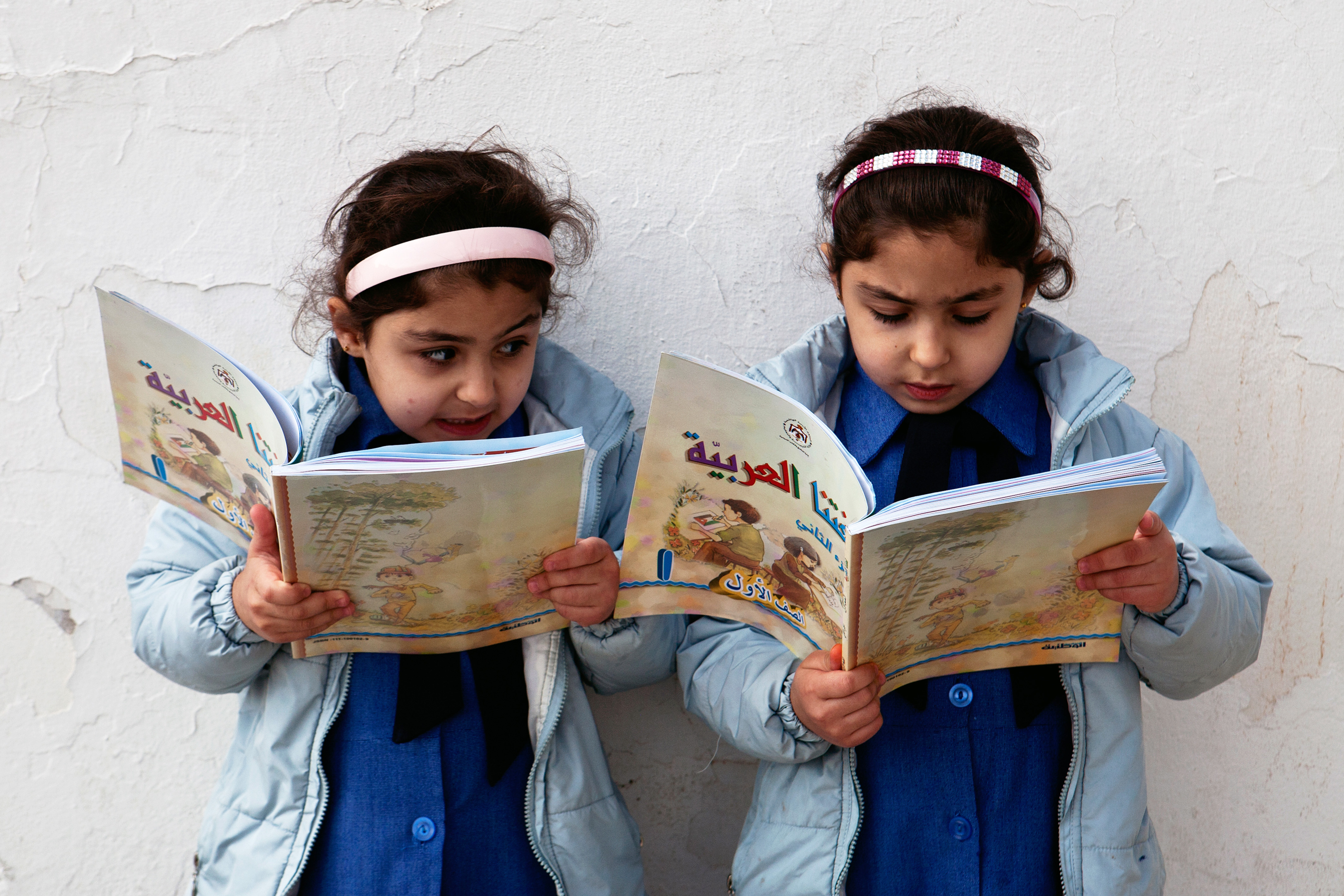
В Иордании самый высокий уровень грамотности на Ближнем Востоке

В Иордании самый высокий уровень грамотности женщин на Ближнем Востоке (98,1 %). Различия в карьерных ожиданиях в зависимости от пола, как правило, проистекают из культурных традиций.
Статья 20 Конституции делает начальное образование обязательным для всех иорданцев и бесплатным в государственных школах.
Правительство Иордании тратит 3,2 % своего ВВП на образование (2021 г.), и с 1980 года уровень грамотности женщин в Иордании увеличился с 69,2 % до 91 % (2002 г.), до 97,4 % (2012 г.) и, наконец, до 98,1% (2021 г.).
Зачисление женщин в школы всех уровней является высоким, и иорданские женщины имеют самое большое среднее количество лет обучения по сравнению с женщинами в Кувейте и Бахрейне . На 2005 год мужчины в Иордании получали образование на 1,7 года больше, чем женщины в Иордании, эта разница считается очень незначительной для региона.
Причина по которой иорданские женщины бросают учёбу— брак и их обязанности по дому, для мужчин причина другая— поиск работы для помощи семье.
Доступ женщин к техническому обучению ограничен из-за ожиданий от женщин изучения тем, напрямую связанных с их доминирующими ролями жён и матерей, таких как искусство, гуманитарные науки и преподавание (2005). В иорданских учебниках присутствуют чрезмерные гендерные стереотипы.
«Фонд королевы Рании по образованию и развитию», основанный в 2013 году, оказывает поддержку системе образования. В ходе исследований фонда в области образования в Иордании было обнаружено, что в Иордании именно девочки имеют наибольший процент образования по сравнению с мальчиками, что привело к обратному гендерному разрыву. Королева Рания также является защитником ЮНИСЕФ и в 2009 году была почётным глобальным председателем Инициативы ЮНИСЕФ по образованию девочек при Организации Объединённых Наций.

### Занятость
Конституция и ислам не запрещают женщинам трудиться. Запрещена дискриминация иорданцев по признаку расы, языка или религии. Законы о труде дополнительно делают акцент на том, что под иорданцами подразумеваются как мужчины, так и женщины. Трудовой кодекс включает женщин в определение работника . Иорданское трудовое законодательство защищает женщин от потери работы во время беременности и предоставляет им помощь по уходу за детьми. Но традиционные идеалы мужественности и женственности и патриархальный характер правовой системы способствуют заметному отсутствию женщин на рабочих местах и неравенству, с которым они сталкиваются, оказавшись там.
Традиционные взгляды придают большое значение роли женщин в частной сфере и в семье в иорданском обществе.
Стереотипы ошибочно диктуют, что:
- биологические различия определяют социальную функцию человека
- мужчины и женщины несут разные и взаимодополняющие обязанности в семье
- мужчины и женщины имеют разные, но справедливые права, связанные с этими обязанностями
- необходимо раннее вступление женщины в брак.

Обязанность мужчин защищать своих жён и детей считается достаточным оправданием для осуществления ими власти над женщинами во всех сферах принятия решений, как в общественной, так и в частной сфере.
Именно поэтому представительство женщины в политике и обществе опосредованы её мужем. Эта парадигма пронизывает правовую базу.

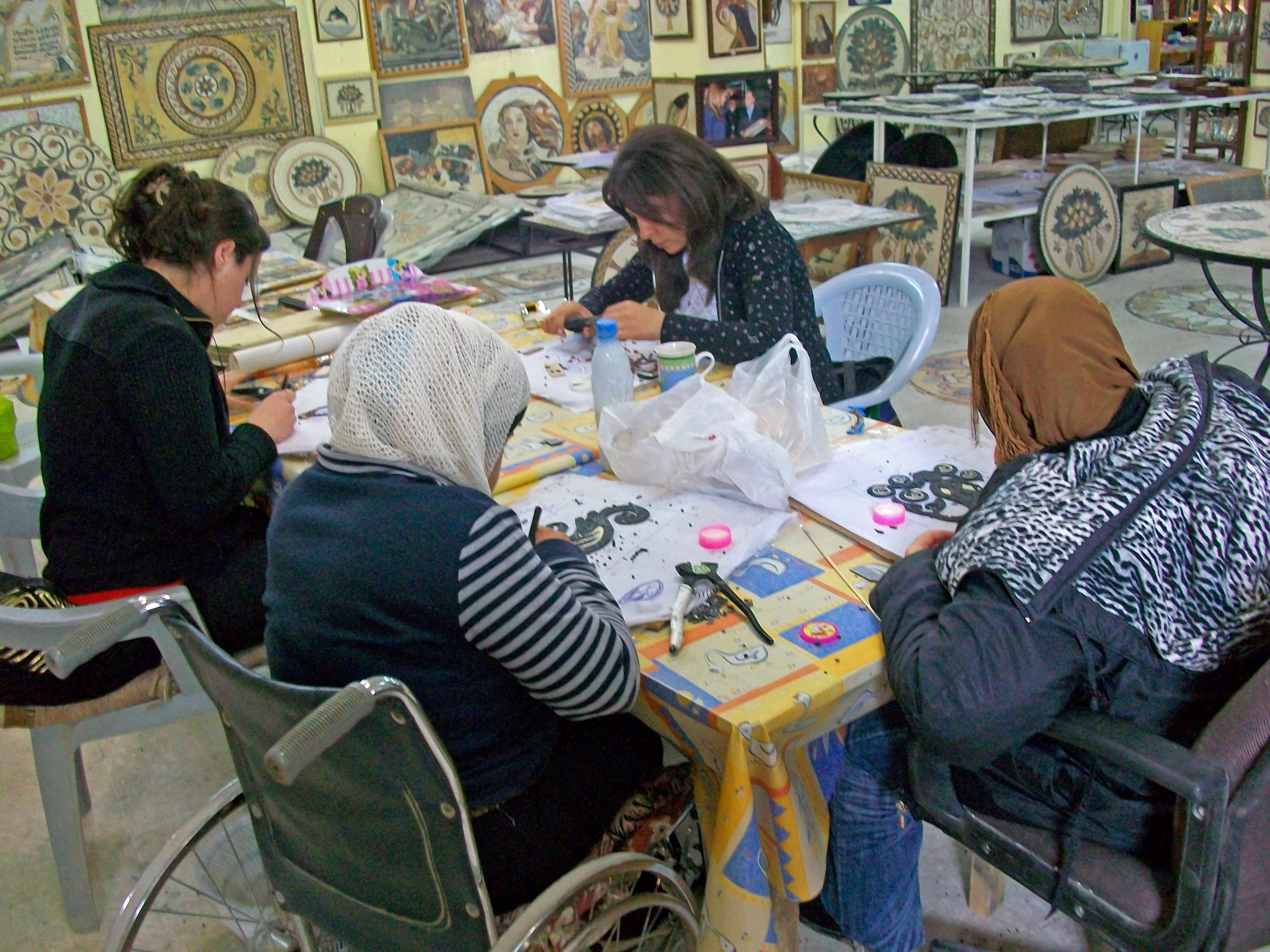
Женщины собирают мозаику в рамках государственной программы

Безработица, неполная занятость, различия в заработной плате и профессиональная сегрегация являются четырьмя основными факторами в экономике, влияющими на уровень занятости женщин.
Безработными в Иордании являются:
- 15 % мужчин
- 25 % женщин
- 82 % молодых женщин в возрасте 15-29 лет.

Женщины заняты неполный рабочий день, значительная часть иорданской экономики традиционно закрыта для женщин.
Женщины зачастую более образованы, что приводит к тому, что многие женщины соглашаются на работу, требующую более низкого образования.
Дискриминация в оплате труда в Иордании сочетается с традиционными и культурными факторами.
Законодательство Иордании предполагает, что жены должны быть послушны своим мужьям, поскольку мужчины финансово поддерживают семью, и если она непослушна, её муж может прекратить финансовую поддержку.
Мужчины могут запрещать своим женам работать, и иорданские суды поддерживают это.
Убийства чести происходят постоянно и их число в настоящее время растет, что уменьшает мотивацию женщин покидать безопасные дома. Законы Иордании, касающиеся убийств чести, по-прежнему позволяют судам снисходительно относиться к преступникам.
Профессиональная сегрегация существует во всех аспектах иорданской рабочей силы, поскольку присутствует как вертикальная, так и горизонтальная сегрегация. Вертикальная сегрегация относится к концепции стеклянного потолка, женщины работают на низкооплачиваемых и низкоранговых должностях и не могут пробиться на более высокие уровни. Горизонтальная сегрегация возникает, когда больше иорданских мужчин являются государственными служащими и занимают высокопоставленные должности, в то время как иорданские женщины сосредоточены на должностях среднего звена.
Последствия ограниченного экономического развития женщин и низкого участия женщин в рабочей силе приводят к низкой загрузке национального производственного потенциала (по оценкам Всемирного банка, он в настоящее время находится на половине своего потенциала), снижению среднего дохода домохозяйства и снижению ВВП на душу населения. Самой большой проблемой на пути равного вовлечения женщин в трудовую деятельность является патриархат.
В июле 2021 года министр СМИ Иордании призвал к расширению экономических прав и возможностей женщин, поскольку, согласно отчёту Департамента статистики, женщины в Иордании составляют 15 % от общей численности рабочей силы.

#### Домашние рабочие-мигранты в Иордании
В Иордании трудоустроен миллион рабочих-мигрантов (хотя документально подтверждено только около трети), и подавляющее большинство из них составляют женщины из Филиппин, Бангладеш, Шри-Ланки и Уганды. Многие работницы работают по дискриминационной системе кафала, критикуемой Международнойя организацией труда, иорданской правозащитной неправительственной организацией «Тамкин» и ООН. Международная федерация домашних работников (основана в 2009 г.) пытается обеспечить достойные условия труда мигрантов в Иордании.
В 2009 году Иордания, как единственная страна в регионе, начала применять к работникам-мигрантам национальное трудовое законодательство. Однако система кафала и ранее не упоминалась в этих законах, а это означает, что проблемы неравенства для домашних рабочих-мигрантов не решена.

### Женские организации
- «Благотворительное общество Исламского центра в Иордании» — пример общения иорданских женщин из среднего класса.на социальной основе[33]. Хотя они официально не связаны с государством, они влияют на страну как в социальном, так и в политическом плане.
- «Иорданский хашимитский фонд» поощряет женщин создавать свои собственные комитеты, участвовать в местных выборах и создавать небольшие кооперативы, состоящие только из женщин. Эти инициативы начались в 1980-х годах, встретив заметное сопротивление со стороны общественных лидеров, причём некоторые из них угрожали закрыть женские комитеты в своём районе[34].
- «Коллектив иорданских женщин-художниц», созданный в 2020 году занимается продвижением иорданских женщин в творческих отраслях.
- Королева Рания вместе со своим фондом организует множество инициатив в области образования, прав женщин и прав детей[19]. Она пытается открыть Иорданию для современных влияний[35].

### Спорт
Дима и Лама Хаттаб (31 декабря 1980 г.) — сестры-близнецы из Иордании, первые женщины-ультмарафонцы на Ближнем Востоке, принявшие участие в Marathon des Sables. Сёстры столкнулись с трудностями при поиске спонсорской помощи у крупных компаний Иордании.
Камар Маджали, возглавляет женскую федерацию велоспорта.
Спонсоры убеждены, что женщины вряд ли добьются успеха в спортивных соревнованиях. Однако, в отличие от других арабских стран, женщины-спортсменки в Иордании не подвергаются критике. Известные спортсменки: принцесса Хайя. Она — самая молодая арабская спортсменка (конный спорт), и первая арабская женщина и член арабской королевской семьи, принявшей участие в Олимпийских играх.

### Искусство
На выставке в галерее Zara под названием «Нежные линии силы» были представлены работы четырёх местных художниц.  Их произведения прославляют стойкость женщин и способствуют более широкому признанию творческих усилий женщин в Иордании.
С помощью различных художественных средств, таких как живопись, скульптура и перформанс, эти женщины бросают вызов социальным нормам и переопределяют традиционные гендерные роли. Включив феминистские взгляды в свои работы, эти художницы оказали глубокое влияние на городскую среду.
Художественные начинания иорданских женщин охватывают широкий спектр тем, включая расширение прав и возможностей женщин, культурную самобытность и социальную справедливость.

## Семейные права

### Свадьба
Иорданские мужья определяют способность своих жен использовать гарантированные конституцией права на труд и другую общественную деятельность. Мужчины ожидают, что их жены будут послушными, потому что зависят от мужей финансово.
Парламент Иордании увеличил возраст вступления в брак до 18 лет как для мальчиков, так и для девочек, поскольку предыдущий закон устанавливал возраст вступления в брак на уровне 16 лет для мальчиков и 15 лет для девочек, что способствовало ранним бракам и последующему отказу девочек от школы.

### Развод
Иорданские женщины подают на развод в религиозных судах (шариатская судебная система). При разводе часто оставляют женщин ни с чем. Существует серьёзная культурная стигма в отношении разводящихся иорданских женщин, поскольку этих женщин обвиняют в том, что они допустили распад брака и предали семью.
Начиная с 2010 года правительство меняло судебную систему, расширяя права женщин. Был разработан новый закон, заставляющий мужчин платить алименты в течение трёх лет вместо шести месяцев, как это было раньше. Поскольку мужчины имеют право развестись и перестать содержать своих жен, если они «непослушны», другой закон создал обязательный фонд для разведённых женщин, гарантирующий им компенсацию от бывшего мужа.

### Дети
Отец отвечал за имущество, содержание и образование детей, а мать обеспечивала физический уход и воспитание . Отец считался "естественным опекуном ", в случае развода родителей опеку брала на себя мать. Однако сегодня дети «принадлежат» обоим родителям, а мать обычно остаётся дома, чтобы воспитывать детей.

### Собственность
Женщины в Иордании по закону владеют и наследуют меньше, чем их родственники-мужчины. На женщин оказывали давление, заставляя их отдать свою землю членам семьи мужского пола. В результате менее 4% всей собственности в Иордании принадлежит женщинам.

### Гендерное насилие

#### Убийства чести
Убийства чести — это акты насилия, совершаемые членами семьи в отношении женщин, которые, как считается, каким-то образом опозорили семью (супружеская неверность, добрачный секс и флирт или жертвы изнасилования). Уголовный кодекс Иордании оправдывает убийства чести, предоставляя преступнику снисходительность в наказании.
Каждый год члены семьи убивали десятки женщин (2002). Ежегодно в Иордании совершается от 15 до 20 убийств чести (2017). В апреле 2010 года 33-летнему мужчине было предъявлено обвинение в том, что он  забил до смерти свою жену и бросил её тело на шоссе. Муж легко признался в убийстве, зная, что такие убийства рассматриваются как убийства чести, а вместо этого должны называться обычными преступлениями.
Изменить законодательство (особенно статью 340 Уголовного кодекса Иордании) было сложно, поскольку насилие в отношении женщин традиционно считалось «частным делом», а не «ответственностью государства».
При поддержке короля Абдаллы и королевы Рании проводится общенациональная кампания по изменению статьи 340, которая предоставляет снисходительность в иорданских судах виновникам убийств чести.

#### «Закон об изнасиловании в браке»
Ранее статья 308 Уголовного кодекса Иордании предусматривала, что вступление в брак лица, совершившего изнасилование, с жертвой изнасилования помогало избежать сурового уголовного наказания (" закон об изнасиловании в браке ").
Закон был отменён в августе 2017 года, что было воспринято как публичная победа женских организаций. Аналогичный закон был отменен в Тунисе тем же летом, и, таким образом, изменение иорданского кодекса также можно рассматривать как часть глобальной кампании.